# Christian Holstad
Christian J. Holstad (* 28. April 1972 in Anaheim, Kalifornien) ist ein US-amerikanischer Künstler, der in New York lebt und arbeitet.

## Leben
Christian Holstad studierte Kunst am Kansas City Art Institute und schloss sein Studium mit dem Bachelor of Fine Arts 1994 ab.
Sein künstlerisches Schaffen umfasst Collagen, Zeichnungen (Eraserhead Drawings), Skulpturen (Softsculptures) gefertigt meist aus Textilien und gewöhnlichen Gebrauchsgegenständen, installiert oft in einer Gesamtraumsituation.
Des Weiteren gehören Performances sowie Musik zu seinem Ausdrucksmitteln, die er oft zusammen mit der Performance-Gruppe „The Black Leotard Front“, bestehend aus den Künstlern Delia Gonzalez, Gavin R. Russom und Daniel Schmidt, erarbeitet und durchführt.
Holstad war international in Ausstellungen vertreten wie „Greater New York 2005“ am P.S.1 in New York, der Whitney Biennale 2004 in New York, „Beautiful Lies You Could Live In“ in der Victoria Miro Gallery in London, „Gaity; Discovering the Lost Art (in Absentia)“, kuratiert von Beatrix Ruf in der Kunsthalle Zürich und in Ausstellungen in den Galerien Hiromi Yoshii in Tokio, sowie Massimo de Carlo in Mailand.
Seine erste Einzelausstellung in Europa wurde 2003 von Daniel Schmidt kuratiert, und seine erste Einzelausstellung in einem Museum, „Turns of Endearment“ fand 2006 im Museum of Contemporary Art in Miami, Florida statt. 2007 zeigt Holstad eine Installation an der Biennale in Lyon, Frankreich kuratiert von Hans-Ulrich Obrist.

## Öffentliche Sammlungen
- Museum of Modern Art, NYC
- Carnegie Museum of Art, Pittsburg
- Museum of Contemporary Art, LA
- Museum of Contemporary Art, Miami
- MCA, Chicago
- Astrup Fearnley Museet for Moderne Kunst, Oslo, Norwegen

| Personendaten    | Personendaten              |
| ---------------- | -------------------------- |
| NAME             | Holstad, Christian         |
| ALTERNATIVNAMEN  | Holstad, Christian J.      |
| KURZBESCHREIBUNG | US-amerikanischer Künstler |
| GEBURTSDATUM     | 28. April 1972             |
| GEBURTSORT       | Anaheim, Kalifornien       |